# Michael Rowe
Michael Rowe (Australia, 1971 - ) es un escritor, director de cine y guionista australiano, nacionalizado mexicano en 2009, que fue galardonado con el premio Cámara de Oro, que reconoce la ópera prima de los directores cinematográficos, en el 63 Festival de Cannes, por la película Año bisiesto, película que también lo hizo acreedor a un Premio Ariel, en el 2011.

## Datos biográficos
Nació en Ballarat, Australia. Durante un primer tiempo, utilizó la poesía como principal medio de expresión literaria. En 1993, comenzó a escribir teatro y montó sus primeras obras.[cita requerida]
Llegó a México en un viaje improvisado, en 1994. Después de algunas semanas de estar en el país, se quedó sin dinero y comenzó a dar clases de inglés. Aceptó más tarde trabajar para el periódico The News. Ingresó a un diplomado en el Centro de Capacitación Cinematográfica (CCC) del Consejo Nacional para la Cultura y las Artes, y se inscribió en el taller permanente "Vicente Leñero" para desarrollar sus inquietudes de guionista cinematográfico.
Trabajó en el periódico El Economista, en donde empezó a escribir en español para seguir financiando sus estudios.[cita requerida]
En el 2003, se graduó con mención honorífica en el CCC. En el 2007, después de buscar infructuosamente apoyos para filmar su primera película, Naturalezas muertas, decidió hacer la realización por sus propios medios. Ganó un poco más tarde un "apoyo directo a guion" del Instituto Nacional de Cinematografía. A partir de ello, compró un pequeño equipo de cine digital y renunció a su trabajo como editor de revistas de viajes.
Sus películas se han distribuido en más de 30 países y han merecido varios premios internacionales, lo que incluye a Cannes, Venecia, Canadá y Estados Unidos.[cita requerida]

## Obra
Teatro
- Impudence and Innocence (1993)
- Reprise for Godot (1993)

Cine
- Naturalezas muertas (guion) (2000)
- Año bisiesto  (2010), ganador de Cámara d'Or, Cannes, 2010
- Manto acuífero (2013) Selección Oficial, Roma, 2013
- Early Winter  (2015), ganador de Premio Venice Days, Venecia, 2015
- Vidas violentas (2015)  (director y guionista del segmento "Sombras")
- Danyka... (2020)[2]

## Premios y distinciones

### Festival Internacional de Cine de Cannes
| Año  | Categoría   | Película     | Resultado |
| ---- | ----------- | ------------ | --------- |
| 2010 | Caméra d'or | Año bisiesto | Ganador   |

### Festival Internacional de Cine de Venecia
| Año  | Categoría                    | Trabajo      | Resultado |
| ---- | ---------------------------- | ------------ | --------- |
| 2015 | Premio Giornate degli Autori | Early Winter | Ganador   |